# Richard Hambleton
Richard Art Hambleton (Vancouver, 23 de junio de 1952-Manhattan, 29 de octubre de 2017) fue un artista canadiense conocido por su trabajo como artista callejero. Fue miembro sobreviviente de un grupo que surgió de la escena artística de la ciudad de Nueva York durante el auge del mercado del arte de la década de 1980, que también incluía a Keith Haring y Jean-Michel Basquiat. Aunque a menudo se le asocia con el arte del grafiti, Hambleton se consideraba a sí mismo un artista conceptual que realizaba obras tanto de arte público como de galería.

## Primeros años de vida
Hambleton nació el 23 de junio de 1952en el distrito de Tofino, en la isla de Vancouver, de la Columbia Británica. Recibió un Diploma Avanzado de la Universidad de Arte y Diseño Emily Carr en Vancouver en 1975. Al mismo tiempo, fundó y se convirtió en codirector del Pumps Center for Alternative Art, una galería, espacio de performance y video en Vancouver donde tuvo su primera exposición individual en 1976.

## Carrera artística

### Arte callejero
El arte público de los primeros años de Hambleton incluyó su obra Image Mass Murder. De 1976 a 1978, Hambleton pintó un contorno de "tiza" policial alrededor de los cuerpos de "víctimas de homicidio" voluntarias. Luego salpicó un poco de pintura roja en el contorno, dejando una escena del crimen de aspecto realista. Estas "escenas del crimen" se realizaron en las calles de 15 ciudades importantes de Estados Unidos y Canadá. Al igual que las futuras pinturas de "Shadowman" de Hambleton, las "escenas del crimen" de Image Mass Murder a menudo tenían el efecto de sorprender o impactar a los transeúntes.

### Pinturas de sombras humanas
En 1979, Hambleton se mudó permanentemente al Lower East Side de Nueva York, donde ganó notoriedad por sus pinturas "Shadowman" de principios de la década de 1980. Cada pintura se asemeja a una silueta de tamaño natural de alguna persona misteriosa, una "figura de sombra llamativa". Estas "pinturas de sombras" fueron pintadas y salpicadas a brochazos con pintura negra en cientos de edificios y otras estructuras en toda Nueva York. Se creía que las ubicaciones estaban calculadas para lograr el máximo impacto sobre los peatones desprevenidos. Muy a menudo, se podía encontrar un "hombre de las sombras" en un callejón oscuro o acechando a la vuelta de una esquina. Más tarde, Hambleton amplió el alcance de su proyecto y pintó a estos "hombres sombra" en otras ciudades, incluidas París, Londres y Roma, y en 1984 pintó 17 figuras de tamaño natural en el lado este del Muro de Berlín, regresando un año después. Posteriormente pintó más figuras en el lado oeste del muro. En 1983, dentro de la colaboración en diseño de moda de Malcolm McLaren con Vivienne Westwood, éstos trabajaron con Hambleton para crear una obra consistente en una falda de punto con un motivo "Shadowman".

### Obras en galerías de arte
Después de su arte público, Hambleton produjo una variación de su obra de "sombras", mostrando a su "Shadowman" como una especie de "hombre de rodeo", o un rudo Marlboro Man, a menudo montado en un caballo. Esta serie fue pintada sobre lienzo y otros materiales que podían exhibirse como obras de arte. Inspirándose en los anuncios de la revista Marlboro, que de alguna manera explotaban la imagen de un auténtico "héroe estadounidense" para vender su producto, Hambleton se apropió y modificó la imagen para crear una nueva serie de trabajos.
A principios de los noventa, Hambleton comenzó a retirarse de la escena artística. Muchos de sus amigos y colaboradores, incluidos Jean-Michel Basquiat y Keith Haring, habían muerto. Hambleton "se cansó cada vez más del negocio del arte" y su impacto en sus libertades artísticas. En 2007, se produjo una exposición individual con "Hermosas pinturas" en la Woodward Gallery de Nueva York.
Hambleton afirmó que esta obra fue una reacción contra la abundancia de pintura figurativa expuesta en las galerías de la época, a la que optó por no incluir obra figurativa propia. Hambleton dijo que también buscó intencionalmente un estado de ánimo diferente, "con una sensibilidad diferente", de su trabajo anterior.

## Exposiciones
Durante su carrera, las obras de Hambleton se han exhibido internacionalmente, incluidas pinturas sobre lienzo y papel de su serie "sombra". Fue incluido en la Bienal de Venecia en 1984 y 1988. Entre las exposiciones colectivas de 1984, participa en Arte di Frontiera: New York Graffiti, exposición italiana visitada por miles de espectadores, que recorrió tres ciudades comenzando en la Galleria Comunale d'Arte Moderna, Bolonia, con catálogo de Mazzotta ed. Se pueden encontrar imágenes de esa exposición en genusbonomiae, también en el Arengario del Duomo de Milán y en el Palazzo delle Esposizioni de Roma.
En 2009, a partir del 15 de septiembre, las obras de Hambleton se exhibieron en una exposición titulada "Richard Hambleton - Nueva York". Se exhibieron treinta y cinco piezas del trabajo de Hambleton, que abarcan desde principios de la década de 1980 hasta el presente, mostrando sus obras "Shadowman" y "Marlboro Man" sobre lienzo (y otros materiales), presentadas al lado de su " Hermosas pinturas". La exposición visitó múltiples lugares, incluido el Museo de Arte Moderno de Moscú.
En la cena benéfica anual contra el SIDA de la Fundación para la Investigación sobre el Sida (amfAR, por sus siglas en inglés) de 2010, celebrada durante el Festival de Cannes, se subastaron dos pinturas de Hambleton por un total de 920.000 dólares, para ayudar a recaudar fondos para la investigación del VIH/sida.

## Menciones en los medios
Shadowman, una película sobre Hambleton del director Oren Jacoby, se estrenó en el Festival de Cine de Tribeca el 21 de abril de 2017. La película cubre su meteórico ascenso hacia el éxito en la escena artística de Nueva York, así como su lucha contra la adicción a las drogas, ampliamente difundida.

## Muerte
Richard Hambleton murió el 29 de octubre de 2017 de cáncer a la edad de 65 años.